# Juan Enrique Guglialmelli
Juan Enrique Guglialmelli (provincia de Buenos Aires, 22 de diciembre de 1917 - 9 de junio de 1983) fue un militar argentino con actuación en la política.

## Biografía
Fue un oficial egresado del Colegio Militar en 1933 con la promoción 64 como subteniente de ingenieros.
Participó del bando "azul" liderado por Juan Carlos Onganía durante el enfrentamiento entre los "Azules y Colorados". Después del golpe de Estado de 1966 fue comandante del V Cuerpo de Ejército con comando en Bahia Blanca. En 1968 con el cambio de comandante en jefe pasó a retiro.
Fue secretario del Consejo Nacional de Desarrollo (CONADE) desde el 1 de julio de 1970 hasta su renuncia el 4 de noviembre del mismo año, en la presidencia de facto de Roberto Marcelo Levingston.
Dirigió la revista Estrategia, fundada en 1969 y en actividad hasta su fallecimiento en 1983, dedicada a asuntos de política internacional.